# Мацуй Петро Панасович
Петро Панасович Мацуй (6 жовтня 1905, село Івот Чернігівської губернії, тепер Шосткинський район Сумської області — 2 квітня 1984, місто Київ) — український радянський і компартійний діяч, депутат Верховної Ради УРСР 2-го скликання. Член ЦК КП(б)У в січня 1949 — березні 1954 р. Член Ревізійної Комісії КПУ в березні 1954 — січні 1956 р. Член Організаційного бюро ЦК КП(б)У 28 січня 1949 — 23 вересня 1952 р.

## Біографія
Народився у родині селянина. Закінчив трудову школу, з 14 років працював технічним секретарем Комітету незаможників села Івот Новгород-Сіверського повіту Чернігівської губернії.
Член ВКП(б) з 1926 року.
У 1934 році закінчив радіотехнічний факультет Київського індустріального інституту. Після закінчення інституту працював конструктором Конструкторського бюро Київського заводу точних електричних приладів, секретарем комітету КП(б)У цього заводу.
З жовтня 1939 року — інструктор ЦК КП(б)У, завідувач сектору відділу кадрів ЦК КП(б)У, завідувач відділу ЦК КП(б)У по електростанціях і електропромисловості.
У травні 1941 — 1943 р. — секретар ЦК КП(б)У по електростанціях і електропромисловості. У жовтні 1942 — листопаді 1943 р. — заступник начальника Українського Штабу партизанського руху по зв'язку.
У 1943 (затверджений в травні 1945) — листопаді 1946 року — заступник секретаря ЦК КП(б)У із електростанцій та електропромисловості — завідувач відділу електростанцій ЦК КП(б)У.
20 листопада 1946 — 24 березня 1947 року — 2-й секретар Київського міського комітету КП(б)У.
24 березня 1947 — лютий 1950 року — 1-й секретар Київського міського комітету КП(б)У.
З лютого 1950 по 1951 рік навчався на курсах перепідготовки при Вищій партійній школі при ЦК ВКП(б).
У травні 1951 — червні 1953 року — завідувач відділу будівництва і будівельних матеріалів ЦК КП(б)У.
З червня 1953 по травень 1954 року — завідувач відділу будівництва і міського господарства ЦК КПУ.
У травні 1954 — грудні 1958 року — начальник Головного управління водного господарства при Раді Міністрів Української РСР.
З грудня 1958 року — начальник відділу електрифікації народного господарства Державної планової комісії Ради Міністрів УРСР та член Держплану РМ УРСР.
Потім — персональний пенсіонер союзного значення в місті Києві.
Один із співавторів книги (Мацуй П. А., Хабло П. С. «Говорит Большая Земля». — Киев, 1979).

## Нагороди
- орден Леніна (23.01.1948)
- орден Трудового Червоного Прапора (26.02.1958)
- орден Червоної Зірки
- орден «Знак Пошани»
- медалі
- Почесна грамота Президії Верховної Ради Української РСР (22.09.1965)
- заслужений енергетик Української РСР